# Stagno di Feraxi
Lo stagno di Feraxi  è una zona umida situata nel comune di Muravera, in prossimità della costa sud-orientale della Sardegna.

In base alle direttive comunitarie n. 92/43/CEE e n. 79/409/CEE viene considerato sito di interesse comunitario (SIC ITB040019) e zona di protezione speciale (ZPS ITB043025).

Lo stagno appartiene al demanio della Regione Sardegna che concede lo sfruttamento professionale delle sue risorse ittiche; viene esercitata l'attività di pesca a diverse specie tra cui mugilidi, orate, spigole, saraghi e sogliole.